# 한동석 (1909년)
한동석(韓東錫, 일본식 이름: 朝川東錫아사카와 도쇼쿠, 1909년 4월 30일 ~ 1956년 8월 3일)은 일제강점기의 경찰, 관료이자 대한민국의 정치인이다. 본관은 청주, 본적은 서울특별시 종로구 혜화동이다.

## 생애
1933년 3월 경성제국대학 법학부를 졸업했으며, 1934년에 실시된 일본 고등문관시험 행정과에 합격했다. 1934년부터 1935년까지 조선총독부 체신국에서 전기과 서기로 근무했고, 1936년에는 강원도 철원군 속(屬)으로 근무했다.
1937년 7월부터 1940년 2월까지 함경남도 경찰부 고등경찰과 경시, 경무과 경시, 순사교습소장으로 근무하던 동안에는 동만주 지역을 거점으로 활동하던 무장 독립 운동 조직인 재만한인조국광복회(在滿韓人祖國光復會)의 국내 조직 검거 사건(혜산 사건, 惠山 事件) 피의자 200여 명을 검거, 취조했다.
1940년 2월부터 1940년 4월까지 함경남도 고등경찰과 경시 겸 보안과장으로 근무하던 동안에는 중일 전쟁의 후방 교란을 방지하고 무장 봉기를 진압한다는 명분을 내세워 함경남도 각지에 방공단(防共團)을 조직하는 한편 함경남도 북청군, 홍원군, 문천군, 정평군, 영흥군에서 활동하던 농민 조합 운동, 노동 조합 운동에 가담한 인사들을 대대적으로 검거, 취조했다.
1940년 7월부터 조선총독부 기획부 사무관으로 근무했고, 1942년 11월부터는 조선총독부 식산국 사무관으로 근무했다. 1943년 9월에는 조선인으로서는 올라가기 어려운 자리였던 국장으로 승진하여 전주전매국장 겸 서기관에 임명되었다. 1945년 4월부터는 식량 공출을 위한 기관인 조선식량영단의 황해도지부 감리관으로도 근무했으며, 1945년 5월에는 황해도 참여관 겸 농상부장으로 임명되었다.
광복 이후에도 미군정 하 중앙경제위원회 사무장을 시작으로 중앙물가행정처 차관(1948년)에 임명되었고, 총무처 처장(1953년) 등으로 계속 등용되었다. 제1공화국 집권당 자유당 소속으로 경기도 고양에서 제3대 민의원의원에 당선되었다. 장면 계열이었던 그는 이후 자유당을 탈당하여 민주당의 신파에 합류했다가 제3대 국회의원 임기 중이던 1956년 사망했다.
2002년 민족정기를 세우는 국회의원모임이 광복회와 공동 발표한 친일파 708인 명단과 2008년 민족문제연구소에서 친일인명사전에 수록하기 위해 정리한 친일인명사전 수록예정자 명단에 모두 선정되었다. 2005년 서울대학교 교내 단체가 발표한 '서울대학교 출신 친일인물 1차 12인 명단', 2009년 친일반민족행위진상규명위원회가 발표한 친일반민족행위 705인 명단에도 포함되었다.

## 역대 선거 결과
| 실시년도 | 선거   | 대수 | 직책     | 선거구      | 정당   | 득표수   | 득표율          | 순위 | 당락 | 비고 |
| -------- | ------ | ---- | -------- | ----------- | ------ | -------- | --------------- | ---- | ---- | ---- |
| 1954년   | 총선   | 3대  | 국회의원 | 경기 고양군 | 자유당 | 12,344표 | \| \| 52.62% \| | 1위  |      | 초선 |
|          | 52.62% |      |          |             |        |          |                 |      |      |      |

## 참고 자료
- 반민족문제연구소 (1994년 3월 1일). 〈한동석 : 권력을 쫓아다닌 일제의 주구 (이미경)〉. 《청산하지 못한 역사 2》. 서울: 청년사. ISBN 978-89-7278-313-8.
- 친일반민족행위진상규명위원회 (2009). 〈한동석〉. 《친일반민족행위진상규명 보고서 Ⅳ-18》. 서울. 739~748쪽.